# Anfímaco (general da Cária)
Anfímaco e Nastes eram dois irmãos, filhos de Nomion, generais da Cária, que participaram da Guerra de Troia ao lado dos troianos. Um deles  usava uma armadura de ouro, como se fosse uma donzela. Ele foi morto por Aquiles, que ficou com o ouro.
Segundo William Smith, Anfímaco é idêntico ao rei citado pelo mitógrafo Conon; Anfímaco, rei de Colofonte, tinha como conselheiro o adivinho Mopso, e estava preparando uma expedição quando Calcas chegou à sua corte. O rei consultou a ambos, Calcas prevendo uma vitória real, e Mopso o desastre. O rei seguiu o conselho de Calcas e foi totalmente derrotado, e Calcas morreu de raiva e vergonha. A versão de Conon sobre a morte de Calcas difere da versão usual, atribuída por Ferecides a Hesíodo, pela qual Calcas e Mopso fizeram uma disputa de adivinhação, e Calcas, derrotado, morreu de desgosto.
De acordo com o abade François Sevin, Anfímaco (ou seu pai) foi sucedido por Damaethus, e este, após ter sua filha Syrna curada por Podalírio, fez dele seu genro, dando como dote o Quersonésio da Cária.